# Fabre d'Églantine
Pour les articles homonymes, voir Fabre.
Philippe-François-Nazaire Fabre, dit Fabre d'Églantine, né et baptisé le 28 juillet 1750 à Carcassonne et guillotiné le 5 avril 1794 à Paris, est un acteur, dramaturge, poète et homme politique français.

## Biographie

### Enfance et formation

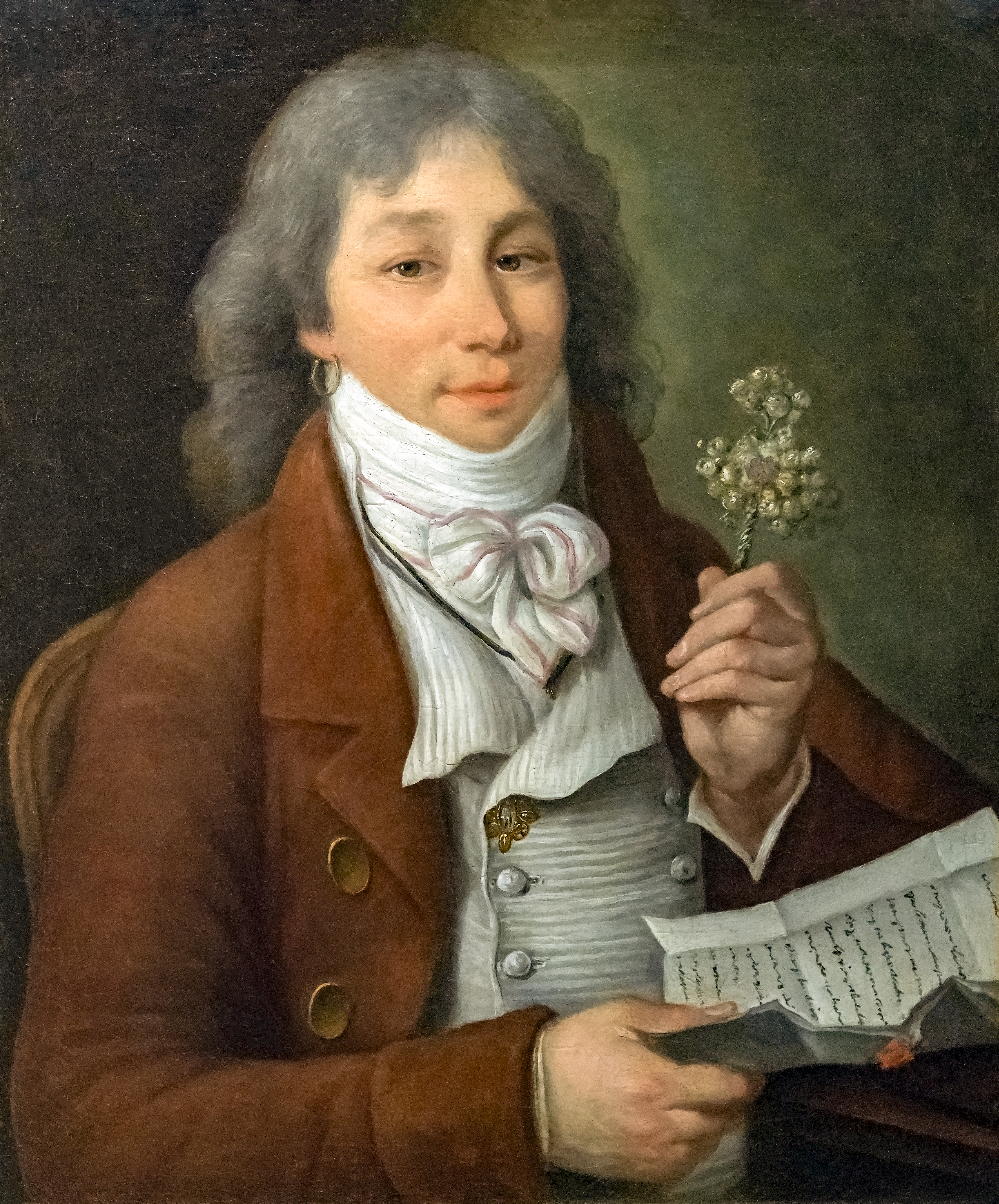
Fabre d'Eglantine avec l'églantine d’argent
Musée des Beaux-Arts de Carcassonne.

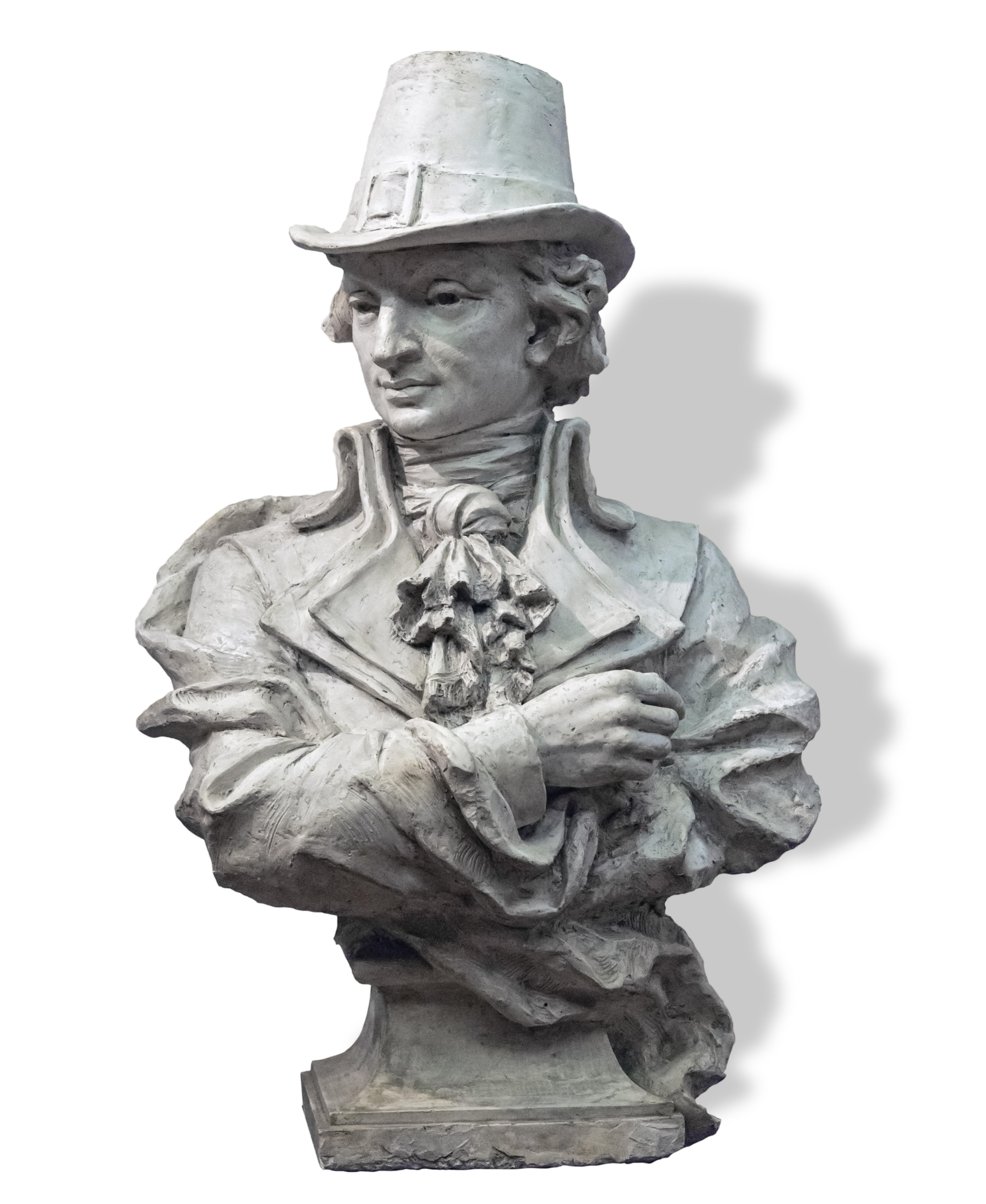
Buste par Aybram
Musée des Beaux-Arts de Carcassonne.

Né le 28 juillet 1750, à Carcassonne, près de l'église Saint-Nazaire, Fabre d'Églantine est le fils d’un marchand-drapier, François Fabre, et de son épouse, Anne-Catherine-Jeanne-Marie Fons. Sa famille appartient à la bourgeoisie modeste. Pour des raisons inconnues, peut-être économiques, elle s'installe à Limoux en 1757. Il étudie au collège de l’Esquile, à Toulouse, tenu par les Pères de la Doctrine chrétienne ou doctrinaires,,. Il y est le condisciple de Joseph Joubert. Là, il apprend, non seulement les langues et littératures grecques et latines, mais la musique, la peinture, le dessin, la gravure. Ses qualités lui valent d'être intégré à la congrégation à Toulouse en 1771 en qualité de professeur des basses classes,,,.
La même année, il aurait présenté un Sonnet à la Vierge aux Jeux floraux de l'Académie de Toulouse. Il obtient le « lys d’argent » récompensant le meilleur sonnet à la vierge, d'après Michel Taillefer, et non l'« églantine d'argent » comme le pensaient ses premiers biographes. Louis Jacob et les auteurs qui le suivent parlent, quant à eux, non d'une « églantine d’argent », mais d'une « églantine d’or »,. Quand il quitte le collège pour se lancer dans le théâtre en 1772, il aurait préféré pour des raisons de consonance, selon Louis Jacob, adopter le nom de « Fabre d'Églantine », plus élégant qu'un « Fabre du Lis » jugé trop abrupt.

### Carrière théâtrale
Engagé dans une troupe de comédiens ambulants, il parcourt la France. Peut-être à Bordeaux, d'où il aurait été contraint de fuir, en 1771, il est en 1772 à Grenoble, où son père lui écrit de Limoux le 15 avril. À Chalon-sur-Saône en 1775, il joue à Beauvais l'année suivante, puis retourne à Chalon, où il s'éprend d'une jeune fille, Sophie Poudon. Le 26 décembre 1776, il rejoint la troupe Hébert à Namur, dans les Pays-Bas autrichiens. Ayant tenté de s'enfuir avec Catherine Deresmond, dite « Catiche », fille des directeurs de la saison théâtrale, âgée de quinze ans, il est menacé de la corde. Ses camarades comédiens ayant adressé une supplique au prince Charles Alexandre de Lorraine, gouverneur général des Pays-Bas, sa peine est commuée le 31 mars 1777 en un bannissement perpétuel et à une amende de 734 florins 1 sol 18 deniers. L'Histoire naturelle et son étude dans le cours des Saisons, l'un des trois poèmes qu'il a composés en l'honneur de Buffon, signale qu'il est à Paris le 23 août 1777. Puis il fait une expérience manquée de directeur d'une troupe théâtrale à Sedan à la fin cette année et au début de la suivante. À Troyes en février 1778, il est à Strasbourg en juillet.
Dans cette ville, il épouse, le 9 novembre 1778, Marie-Nicole Godin, une actrice, fille mineure de Pierre Godin et de Marie-Odette Graff, parente d'un descendant du dramaturge Lesage, avec laquelle il a un fils, Jules-Louis-Théodore-Vincent, baptisé le 12 octobre 1779 à l'église Saint-Jacques de Maastricht,, futur polytechnicien et ingénieur du génie maritime. Dans l'acte de mariage, il se présente comme un licencié en droit, fils d’un avocat au Parlement.
Le couple joue à Maastricht de 1779 à 1780, où Fabre d'Églantine débute le 12 avril 1779 dans le Misanthrope et le lendemain dans le rôle principal du Distrait ; il joue les premiers rôles alternativement avec Antoine Dorfeuille. De son côté, sa femme débute dans le rôle de Marine dans la Colonie d'Antonio Sacchini. En 1780, le rideau du théâtre du Jekerstraat étant usé, Fabre en peint un autre. Le 7 février 1780, il fait représenter sa première pièce de théâtre Laure et Pétrarque, opéra-comique en un acte sur une musique de François-Léonard Rouweyzer ou Rouwizer (1737-1827), violon solo au théâtre,. On n'en conserve que quelques romances : Il pleut, il pleut, bergère (sur une musique de Louis-Victor Simon), Je t'aime tant, À peine encore le couchant brille et Laure et Pétrarque.

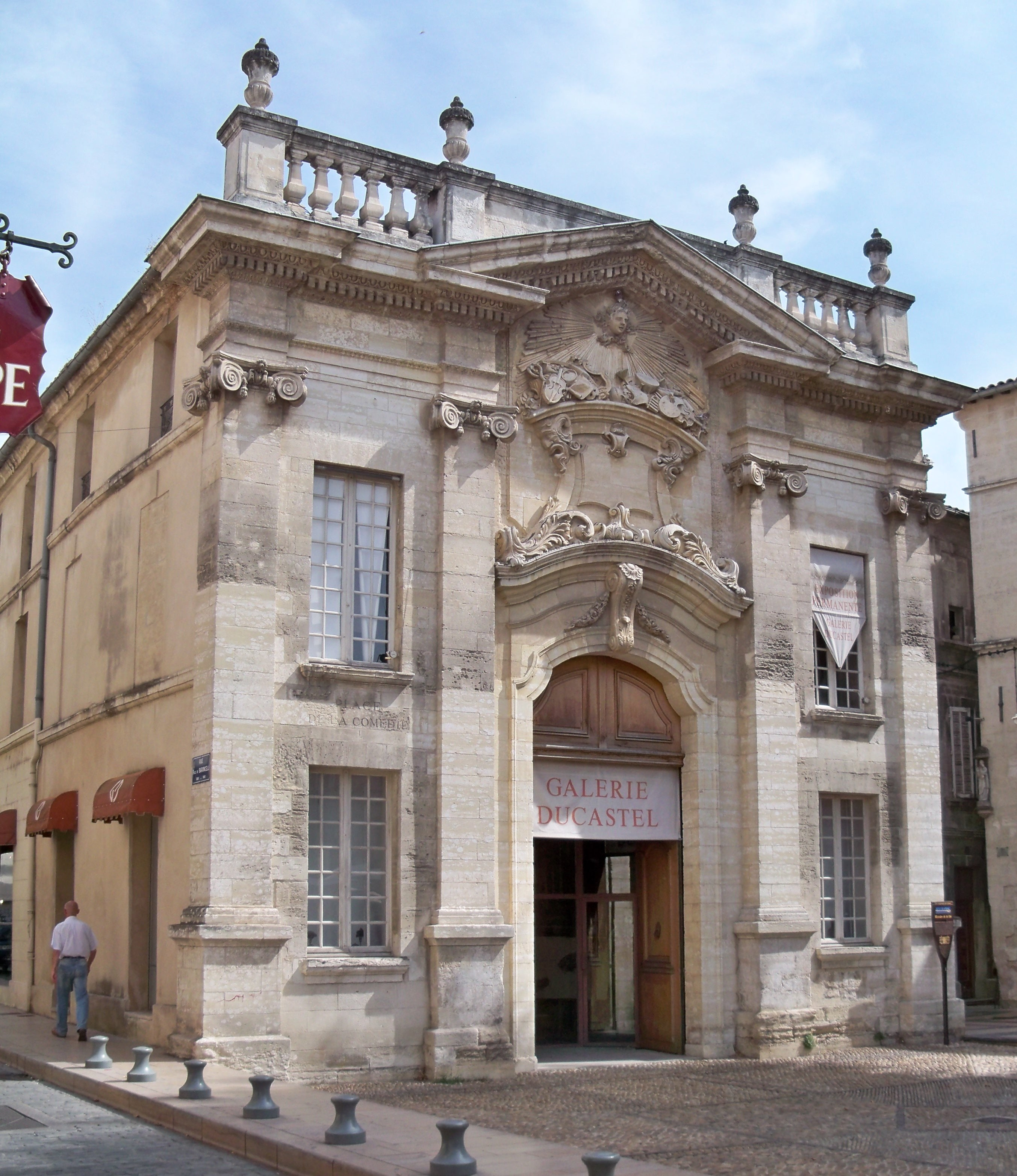
Théâtre de la Comédie d'Avignon

Passé à Liège en 1780, il y est moins heureux qu'à Maastricht. Le 23 septembre 1780, il prononce au théâtre de Liège Le Triomphe de Grétri, un poème en hommage à André Grétry, lors de l'installation du buste de ce musicien. En 1781, il édite le Spectateur cosmopolite, dont aucun exemplaire ne semble avoir été conservé. Après des séjours à Sedan, Arras, Mons et Douai, il quitte le Nord en 1783 pour Besançon et Genève, où il compose un poème, la Treille de Genève. À Lyon en 1783, il y fait représenter en septembre sa tragédie Augusta, le premier rôle étant interprété par d'Herbois. En octobre, Fabre joue le Misanthrope devant un public, selon ses propres mots, « à peu près neutre ». En 1785, il obtient la direction du théâtre de Nîmes. Le 30 juin 1786, il est autorisé en tant que chef de troupe à venir jouer au théâtre de la Comédie d'Avignon.
Établi à Paris à partir de 1787 comme auteur dramatique, il fait jouer plusieurs pièces. Les Gens de lettres, ou le Poète provincial à Paris, comédie en cinq actes et en vers, est reçue au Théâtre-Italien et représentée le 21 septembre 1787. Comme plus tard avec Le Philinte de Molière, Fabre d'Églantine expose dans cette pièce le côté social et politique de la littérature. Mais elle tombe à la première représentation. Augusta, tragédie créée à la Comédie-Française le 8 octobre 1787, n'a que six représentations. De son côté, Le Présomptueux, ou l'Heureux imaginaire, comédie en cinq actes en vers créée à la Comédie-Française le 7 janvier 1789, tombe dès la deuxième scène. Aussi mal accueillie que les œuvres précédentes, cette pièce lui attire en outre l'accusation de plagiat. Atteint dans sa vanité, Fabre d'Églantine crie à la cabale.

### L'engagement révolutionnaire

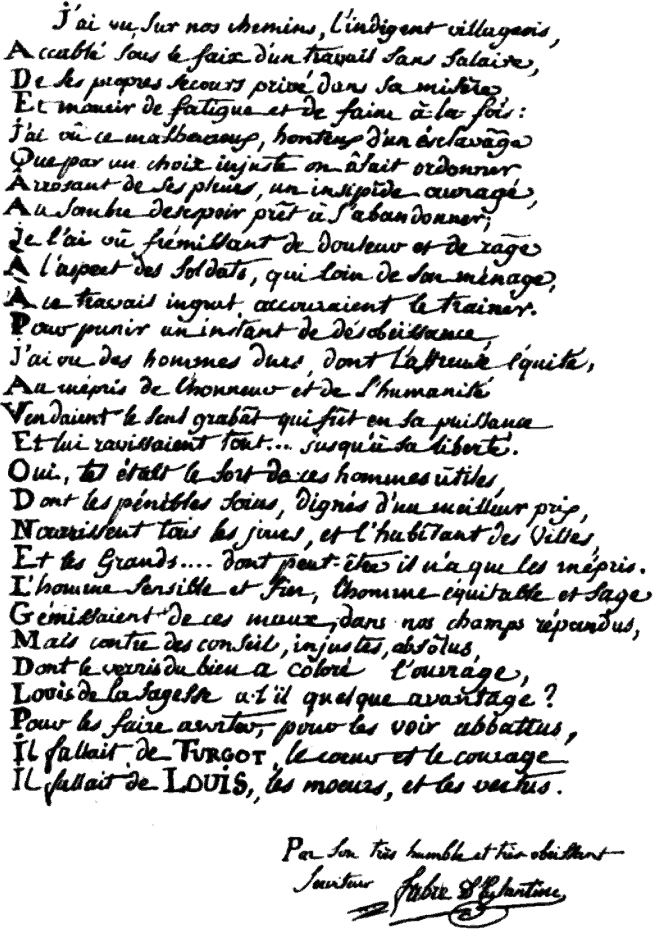
Épître de Fabre d’Églantine à Turgot.

En 1789, délaissant sa femme, il s'installe dans un appartement de la rue de la Ville-l'Évêque avec Caroline Remy, comédienne au Théâtre de la République ou au Théâtre de la Montansier, qui lui donne deux enfants morts en bas âge et enceinte de cinq mois à la mort de Fabre.
S'enthousiasmant dès le début pour la Révolution, il en propage les principes, ce qui lui attire la faveur du public.
Il écrit  Le Philinte de Molière ou la Suite du Misanthrope, pièce d'esprit révolutionnaire. C’est une comédie en cinq actes et en vers qui est créée le 22 février 1790 au Théâtre de la Nation et représentée neuf fois avec succès, avant d'être reprise le 18 novembre 1791. C'est son premier et plus grand succès, et la meilleure de ses pièces.
Le 28 janvier 1791, Le Convalescent de qualité, ou l'Aristocrate, comédie en deux actes et en vers, est représentée pour la première fois à la Comédie-Italienne. L'Intrigue épistolaire, comédie en cinq actes et en vers, est créée le 15 juin 1791 au Théâtre-Français de la rue de Richelieu.
L'Apothicaire, pièce en deux actes avec musique de Foignet, est jouée le 7 juillet 1791 au théâtre de Mlle Montansier.
Isabelle de Salisbury, comédie héroïque et lyrique en trois actes et en vers avec musique de Mengozzi, froide et mal écrite, est refusée à l'Académie royale de musique, et finalement jouée au théâtre Montansier le 20 août 1790, où le machiniste et le décorateur lui assurent un succès passager.
L'Héritière, ou les Champs et la Ville, comédie en cinq actes et en vers créée le 5 novembre 1791, est si violemment sifflée, qu'elle a du mal à être jouée jusqu'au bout.
Le Sot orgueilleux ou L'école des élections, d'inspiration réactionnaire, est représentée le 7 mars 1792. Tournant en dérision les hommes et les choses de la Révolution, souffrant en outre de la faiblesse de l'intrigue et de l'incorrection du style, elle déplaît au public, qui la fait tomber.
Actif dans le district des Cordeliers, membre du club local, il se lie avec Georges Jacques Danton et Jean-Paul Marat. Membre des cordeliers, il est plusieurs fois élu secrétaire ou vice président, au point de passer, avec Jules François Paré et Georges Jacques Danton, dont il devient alors un intime, pour l'un des trois membres d'un triumvirat dirigeant. De même, il collabore au journal Révolutions de Paris et tente vainement de se faire élire, en 1790-1791, juge de paix à Chevreuse. Il fait aussi partie du Club des jacobins.
Au début d'août 1792, il offre son appui à la Cour. Dans son rapport contre les dantonistes du 31 mars 1794, Saint-Just signale : « il avait eu, avant le 10 août ; des intelligences avec la cour ; il se prétendait le confident de toutes les intrigues des Tuileries ; beaucoup de gens lui ont entendu dire qu'il jouait la cour : il est très vraisemblable qu'il jouait tout le monde », avant de préciser que Danton lui-même avait affirmé « qu'il parlementait avec la cour », mais « pour la tromper ». Selon Antoine François de Bertrand de Molleville, il a proposé au ministre de la Marine Dubouchage de gagner les canonniers et les chefs de l'insurrection, et d'attaquer le Club des jacobins et la Législative, moyennant trois millions. Mais cette proposition aurait effrayé Louis XVI, d'autant que l'homme « n'était connu que par ses déclamations contre la royauté ».
À l'été 1792, il participe à des tractations de « pacification » avec la Gironde. Le lendemain de la chute de la royauté, Danton, devenu ministre de la Justice, l’engage comme secrétaire général avec Camille Desmoulins, tandis que Pierre-François-Joseph Robert est chef du secrétariat particulier du ministre,.
Lié à Marc René Marie de Sahuguet d'Amarzit d'Espagnac et à Jean-Pierre, baron de Batz, qui l'ont initié aux secrets de la grande finance, il espère retirer des bénéfices substantiels de la fourniture aux armées, rendus nécessaires par son train de vie fastueux (Jules Claretie signale dans son appartement de la rue de la Ville-l'Évêque « des meubles de prix, choisis avec goût, une berline en son écurie »). Joseph Servan, le ministre de la Guerre, lui verse 30 000 livres le 15 septembre 1792, pour lui permettre de faire un approvisionnement en bottes et en souliers. Or, aucun n'a été remis aux armées quand le ministre réclame le 17 octobre à Fabre d'Églantine le compte des sommes versées, suivi en cela par son successeur Jean-Nicolas Pache le 14 décembre,. Dans une dénonciation anonyme, envoyée après l'arrestation de Fabre d'Églantine, Le Sieur, sous-économe au collège Louis-le-Grand, l'accuse d'avoir « accaparé dix mille paires qu'il a ensuite vendues à nos volontaires à des prix usuraires ». Ces souliers, précise-t-il, « ne duraient que douze heures à nos volontaires qui pataugeaient dans les plaines de la Champagne ».
À la fin d'août et en septembre 1792, paraît le Compte rendu au peuple souverain, journal affiche non daté, dont Fabre d'Églantine est considéré comme le rédacteur. Dans le no 4, que Pierre Caron date du 2 au 4 septembre, figure un appel au massacre : « Que dans les villes, le sang des traîtres soit le premier holocauste offert à la Liberté, afin que, en avançant à l'ennemi commun nous n'en laissions aucun derrière nous qui puisse nous inquiéter ». Dans le no 7, on trouve une justification du massacre de Versailles du 9 septembre 1792,.
Élu dix-septième député de la Seine à la Convention avec 437 voix sur 725 votants, il ne s'y distingue guère, appelant, dans la suite de Danton, à la concorde et à l'union. Lors du procès de Louis XVI, il vote la mort sans appel ni sursis. Après la trahison de Dumouriez, il rompt avec les girondins, contre lesquels il lance une campagne de presse dans La Gazette de France nationale, dont il a pris depuis peu la direction.
Le 3 janvier 1793, il fait son entrée au Comité de guerre. Nommé représentant en mission en Seine-et-Oise et Eure-et-Loir pour la levée des 300 000 hommes, il est remplacé par Armand-Joseph Guffroy par décret du 9 mars 1793. Le 23 mars, sur sa proposition, l'organisation du Comité de défense générale est modifiée. Puis, le 26 mars il fait son entrée à la Commission de salut public qui lui succède, jusqu'à son remplacement par le Comité de salut public, le 6 avril.
La Convention ayant adopté le 5 octobre le principe d'un calendrier républicain, elle choisit, le 24, le projet présenté par Fabre d'Églantine — auteur de la dénomination des mois et jours —, Marie-Joseph Chénier et Jacques-Louis David, qui renvoie à « une idéologie agricole et rurale »,. C'est dans ce calendrier que l'on retrouve pour la première fois l'idée d'une journée destinée à célébrer les travailleurs. Des années plus tard, l'églantine sera d'ailleurs choisie comme symbole du 1er mai, en partie en son honneur, avant d'être plus tard remplacée par le muguet.
Appelé à déposer au procès des girondins le 24 octobre 1793, il met en cause Jean-Marie Roland de La Platière dans l'affaire du vol du Garde-Meuble — il avait été nommé par la Convention un des commissaires chargés de mener l'enquête.

### L'affaire de la liquidation de laCompagnie des Indes(orientales) et la conspiration de l'étranger
Danton et ses amis se retirant ou étant exclus des comités de gouvernement, Fabre s'affirme à l'été 1793, contribuant à exaspérer la lutte des factions : il engage une campagne contre l'agiotage avec Delaunay d'Angers, Jean-François Delacroix et Julien de Toulouse, accusant la Compagnie française des Indes orientales et les étrangers de mettre en œuvre des combinaisons spéculatives au service du gouvernement britannique. Le suivant, la convention vote la suppression des compagnies par actions le 24 août, puis la liquidation de la compagnie des Indes orientales le 8 octobre — décret dont le faux a joué un rôle primordial dans l'« affaire de la Compagnie des Indes » — et la mise sous séquestre des biens des étrangers le 16 octobre. Dans le même temps qu'il fait voter la liquidation de la Compagnie des Indes, Fabre dénonce le 12 octobre aux comités de salut public et de sûreté générale une vaste « conspiration de l'étranger »,, mêlant agioteurs et agents de l'ennemi (Berthold Proly, François Desfieux, Jacob Pereira et Pierre-Ulric Dubuisson), et dans laquelle seraient associés les députés François Chabot et Marie-Jean Hérault de Séchelles. Cette supposée conspiration est confirmée ultérieurement par François Chabot et Claude Basire. Associé à l'instruction dès l'arrestation de ces derniers, le 17 novembre, il oriente l'enquête contre les hébertistes.
S'associant à l'offensive indulgente de Danton, il s'élève, le 10 novembre, contre le système de la Terreur et la « tyrannie » des comités de gouvernement, et fait voter un décret — rapporté deux jours après — stipulant que les députés devraient être entendus par la Convention, avant de pouvoir être envoyés au tribunal révolutionnaire. Puis, le 17 décembre, il obtient l'arrestation de François-Nicolas Vincent, Stanislas-Marie Maillard, Charles-Philippe Ronsin et Albert Mazuel. Le 5 janvier 1794, il fait paraître un Portrait de Marat dans lequel il dénonce les prétendus successeurs de l'Ami du peuple,.
Toutefois, dans le cadre de l'enquête sur l'« affaire Chabot », on découvre que le décret de liquidation de la Compagnie des Indes orientales a été l'objet d'un faux, par Fabre et Delaunay, qui se trouvent ainsi associés à Chabot et Basire dans la même entreprise de chantage et de corruption. Les deux hommes ont remis le texte définitif — falsifié — du décret du 8 octobre à Louis du Bas-Rhin (qui y a apposé en toute confiance sa signature avec la mention « Expediatur »), secrétaire de l'assemblée, le 27 octobre, sans le soumettre à un nouveau vote de la Convention. Cette version porte que la Compagnie des Indes se liquiderait elle-même, en contradiction avec l'amendement de Fabre d'Églantine, prévoyant qu'elle serait faite par l'État. En même temps qu'ils attaquaient les compagnies à actions — obtenant leur suppression le 24 août —, Delaunay d'Angers, Julien de Toulouse, Chabot, Basire et Fabre d'Églantine jouaient à la baisse sur leurs actions. L'affaire du faux, qui allait en contradiction avec leur précédente opération, venait de ce que la Compagnie des Indes leur avait versé un pot-de-vin de 500 000 livres.
Exclu du Club des jacobins, accusé par Amar de faux en écriture et de concussion, il est arrêté dans la nuit du 12 au 13 janvier 1794, et interné à la prison du Luxembourg.
L'affaire de la Compagnie des Indes concerne aussi bien des proches des hébertistes (Chabot) que des proches de Danton (Fabre d'Églantine). Cela permet aux comités de gouvernement de fustiger la lutte des factions exagérées et modérées. Attaqué à la Convention par les hommes compromis dans l'affaire, le Comité de salut public se laisse convaincre par la réalité du complot de l'étranger d'autant plus aisément qu'aux menées des affairistes et des étrangers réfugiés se mêle une intrigue royaliste dirigée par le baron de Batz.
Déféré devant le tribunal révolutionnaire avec Danton pour corruption, trafic d'opinion, tentative de division et de destruction de la représentation nationale, il rédige un Précis apologétique dans lequel il rejette l'ensemble des accusations et nie tout lien avec ses coaccusés. Condamné, il est guillotiné avec Danton le 5 avril 1794 (16 germinal an II).
La légende veut qu'il ait pleuré sur la charrette le menant à l’échafaud, se lamentant de n’avoir pas pu terminer un poème. Danton, connu pour son esprit caustique, lui aurait alors déclaré : « Ne t'inquiète donc pas, dans une semaine, des vers, tu en auras fait des milliers… ». Une autre version prétend que Fabre aurait fredonné son Il pleut, il pleut, bergère, en montant à l'échafaud.
Giuseppe Ceracchi a réalisé son buste.
Ses Œuvres ont paru en deux volumes in-8° à Paris en 1802. On a encore de lui Les Précepteurs, pièce qui n'a été jouée que cinq ans après sa mort : il y met en scène l’application des principes de l'Émile de Jean-Jacques Rousseau.

## Œuvres

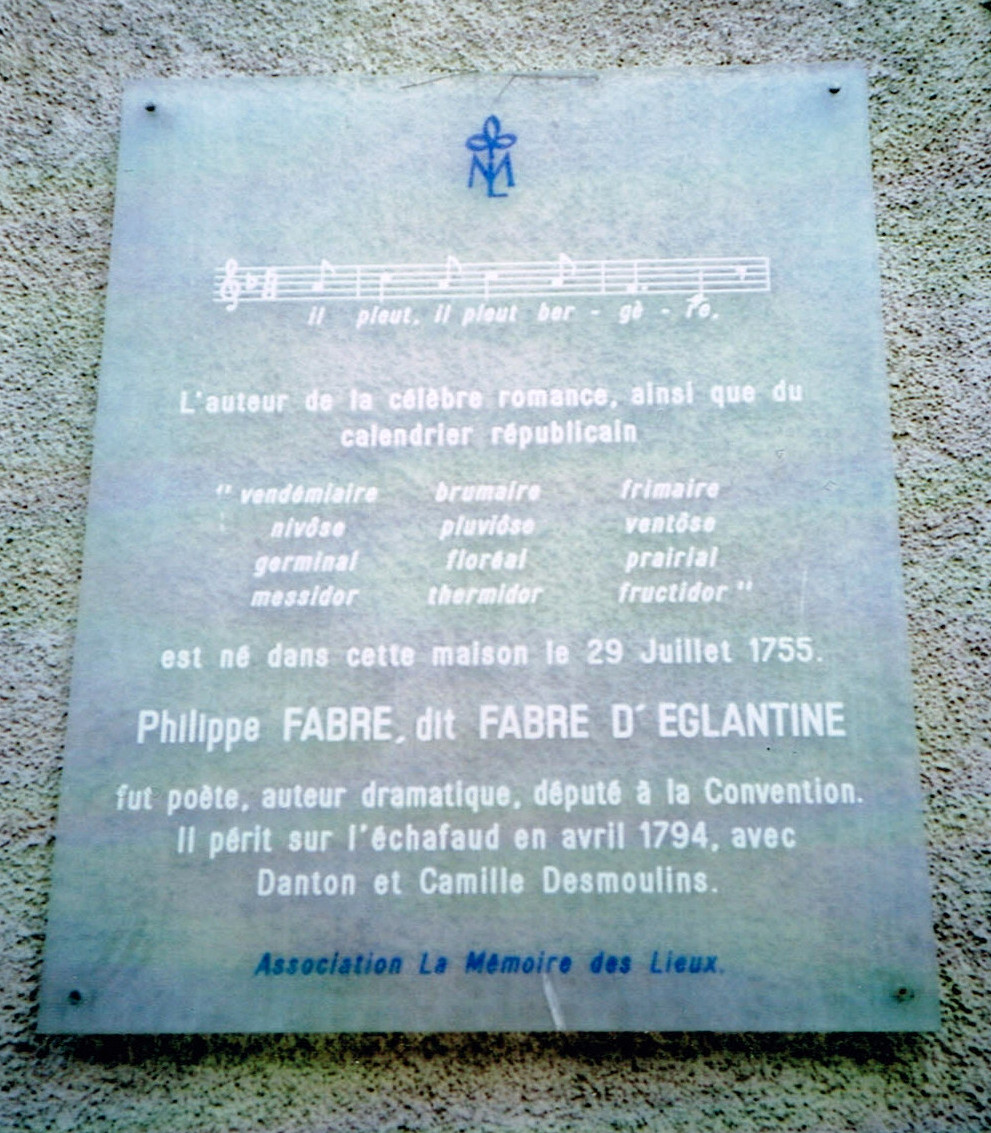
Plaque commémorative située sur la maison natale de Fabre d'Églantine à Carcassonne.

- Mémoire d'une aventure en 1777, édition critique par Anne-Marie Duport, Société française d'étude du dix-huitième siècle, 283 pages, 2020  (ISBN 979-10-92328-13-4)Plaque commémorative située sur la maison natale de Fabre d'Églantine à Carcassonne.Les Amants de Beauvais, romance, Paris, Esprit, 1776, 16 pages, in-8°.
- L'étude de la nature. Poème à M. le comte de Buffon, Londres, 1783, 14 pages, in-8°, lire en ligne sur Gallica.
- Augusta, tragédie en cinq actes, Paris, 1787, 66 pages, in-8°, lire en ligne sur Gallica
- Le Présomptueux, ou l'Heureux imaginaire, comédie en 5 actes et en vers, Paris, Prault, 1790, 135 pages in-8°, lire en ligne sur Gallica.
- Le Philinte de Molière, ou la Suite du Misanthrope, comédie en 5 actes et en vers, Paris, Prault, 1791, XLVIII-120 pages, in-8°, lire en ligne sur Gallica (rééd. Amsterdam, G. Dufour, 1792, 75 pages, In-8° ; Paris, chez le libraire du Théâtre Français, 1793, 64 pages, in-8° ; Paris, Huet & Ravinet, 1801, 118 pages, in-8 °).
- Le Collatéral, ou l'Amour et l'intérêt, comédie en 3 actes et en vers, Paris, L.-F. Prault, 1791, 111 pages, in-8°, lire en ligne sur Gallica.
- Le Convalescent de qualité, ou l'Aristocrate, comédie en 2 actes et en vers, Paris, Vve Duchesne et fils, 1791, 47 pages, in-8°, lire en ligne sur Gallica.
- Isabelle de Salisbury. Comédie nouvelle, héroïque et lyrique, en trois actes en prose, Paris, 1791, 76 pages, in-8°, lire en ligne sur Gallica
- L'Intrigue épistolaire, comédie en 5 actes et en vers, Paris, Imprimerie du Cercle social, 1792, 108 pages, in-8°, lire en ligne sur Gallica (rééd. Avignon, les frères Bonnet, 1798, 60 pages, in-8° ; Paris, imprimerie de Moutardier, An XI, 94 pages, in-8° ; Paris, Barba, 1805, 64 pages, in-8 °).
- Portrait de Marat, par P. F. N. Fabre d'Églantine, représentant du Peuple, Député de Paris à la Convention Nationale, Paris, Chez Maradan, Imprimerie de Crapelet, rue S. Jean-de-Beauvais, 1793, 24 pages, in-4°, lire en ligne sur Gallica.
- L'Évangile des Républicains, précédé du rapport fait par le citoyen Fabre d'Églantine sur le nouveau calendrier décrété par la Convention nationale , Paris, Lallemand, an II, in-32, lire en ligne sur Gallica.
- Calendrier de la république française, une et indivisible, au nom de la commission chargée de sa confection, Bruyères, imprimerie de Vve Vivot et fils, 1794, 35 pages, in-12, lire en ligne sur Gallica.
- Les Précepteurs, comédie en 5 actes et en vers, ouvrage posthume de P.-F.-N. Fabre d'Églantine, Paris, Imprimerie de la République, 1799, 133 pages, in-8°, lire en ligne sur Gallica.
- Œuvres mêlées et posthumes, de Ph.-Fr.-Naz. Fabre d'Églantine, Paris, Vve Fabre d'Églantine ; Moutardier, vendémiaire an XI, deux tomes, in-12, lire en ligne sur Gallica.
- Correspondance amoureuse de Fabre d'Églantine, précédée d'un précis historique de son existence et d'un fragment de sa vie écrit par lui-même, suivie de sa satyre sur les spectacles de Lyon et d'autres pièces fugitives. Tome II; Tome III (1796)

## Postérité
- Paris (12e), Rueil-Malmaison, Fontenay sous bois, Bourges, Fleury les Aubrais, Laval, Lille, Boulogne-sur-Mer, Liévin, Cazouls-lès-Béziers, Toulouse, Narbonne, Carcassonne, Bram, Pezens, Pennautier et Chevreuse l'honorent d'une rue à son nom.
- Nantes et Limoux d'une avenue.
- La Rochelle et Saint-Sulpice-les-Feuilles d'un collège.
- Saint-Frichoux (11), donne son nom à une nouvelle place avec une fresque dédiée à  « il pleut, il pleut bergère », en 2021[51].

## Généalogie

### Ascendance
Parents
Son père, François Fabre, est né le 7 avril 1730 à Carcassonne et décédé avant 1778, dans la même ville. Quant à sa mère, Anne Catherine Jeanne Marie Fabre, née Fonds en 1726, elle meurt le 12 janvier 1766.
Grands-parents
Son grand-père paternel, Philippe Fabre, né en 1697 à Montréal d'Aude, meurt le 27 avril 1757, à Carcassonne. Son père est Étienne Fabre, né en 1667 à Montréal d'Aude, sa mère Germaine Fabre, née Carrière vers 1670. Sa grand-mère paternelle est Antoinette Fabre, née Galibert.

### Collatéraux
Oncles et tante paternels
Fabre d'Églantine avait deux oncles et une tante du côté de son père :
- Étienne Fabre, né le 6 décembre 1725, à Carcassonne.
- Pierre Fabre, né le 23 février 1728, à Carcassonne.
- Rose Fabre, née le 1er mars 1729, à Carcassonne.

Frères et sœurs et leurs descendants
De l'union de François et Anne Fabre, sont nés six enfants :
- Fabre d'Églantine
- Joseph Vincent Dominique Fabre, né le 23 janvier 1752 à Carcassonne et décédé le 23 octobre 1826, à Bourges. Ce Général de brigade a été marié à Josèphe Belin. En secondes noces, il a épousé le 23 octobre 1826, à Carcassonne, Germaine Varlet. De cette seconde union sont nés deux garçons :
  - François Fabre, né le 14 novembre 1803.
  - Camille François Fabre, né le 28 septembre 1804 et décédé le 26 avril 1824, à l'âge de 19 ans.
- Antoinette Fabre, née en 1753 à Carcassonne et décédée le 27 juillet 1763 dans la même ville, à l'âge de 10 ans.
- Jeanne Fabre, née en 1755 à Carcassonne et décédée le 6 mai 1766 dans la même ville, à l'âge de 11 ans.
- Louis Fabre, né le 6 mars 1757 à Carcassonne et décédé le 15 octobre 1762 dans la même ville, à l'âge de 5 ans.
- Anne Fabre, née le 14 mars 1758 à Carcassonne et décédée le 20 septembre 1761 dans la même ville, à l'âge de 3 ans.

### Fiction
- 1964 : La Terreur et la Vertu : Danton - Robespierre de Stellio Lorenzi, rôle joué par William Sabatier.
- Danton (1983), film réalisé par Andrzej Wajda. Rôle joué par Lucien Melki.
- La liberté ou la mort, 1988, spectacle de Robert Hossein. Michel Creton interprète Fabre d'Églantine, au côté notamment de Bernard Fresson (Danton), Jean Négroni (Robespierre), Daniel Mesguich (Camille Desmoulins), Jean-Pierre Bernard (Billaud-Varennes), Paul Le Person (Vadier).